# 馬鞍山路
22°24′47″N 114°13′33″E / 22.4130195°N 114.225821°E
馬鞍山路（英語：Ma On Shan Road），為往返沙田市中心及馬鞍山新市鎮的主要道路，南端連接大老山公路，北端連接西沙路與鞍超街交界，南北行雙向行車。
介乎大老山公路馬料水支路與大老山公路（南端交界）之一小段馬鞍山路是法定的快速公路。

## 使用狀況
馬鞍山路是往返馬鞍山及對外地區車輛必經之路，當中最多專營巴士及專綫小巴路線途經恆康街至恆德街（南行）／恆信街（北行）之間一段。另以利安及大部份以烏溪沙站為馬鞍山端總站（後者多曾以利安為總站之後延長）的專營巴士及專綫小巴路線亦會途經錦英路至西沙路之間一段，但同樣需途經錦英路並以錦英苑為總站的路線則會取道雅典居的一段西沙路，不經該段馬鞍山路。
反之，為了同時服務恆安邨、耀安邨及富安花園等馬鞍山主要屋苑，其餘路段相對明顯較少專營巴士／專綫小巴使用，當中使用介乎恆康街與錦英路一段的專營巴士路線只有89D平日早上繁忙時間特別班次、87S線及只開一兩班的深宵機場路線N42線途經，專綫小巴則有兩條由大學鐵路站往返西沙路南段的全日路線使用；而恆德街／恆信街以南的一段主要有由大學鐵路站或吐露港公路來往馬鞍山及西貢區的路線使用。屬快速公路的一段馬鞍山路只有87K、289K線和681全日使用，其餘路線皆只在平日繁忙時間服務或途經。

## 交匯道路
- 大老山公路
- 恆泰路
- 西沙路
- 寧泰路
- 恆泰路
- 馬鞍山繞道
- 恆康街
- 馬鞍山村路
- 鞍山里
- 錦英路
- 鞍祿街
- 鞍超街